# 克萊鎮區 (印地安納州第開特縣)
克萊鎮區（英語：Clay Township）是位於美國印第安納州第開特縣的一個行政鎮區。

## 地方資料
根據2010年美國人口普查的數據，克萊鎮區的面積為131.40平方千米，當中陸地面積為131.20平方千米，而水域面積為0.20平方千米。當地共有人口1287人，而人口密度為每平方千米9.79人。